# Robyn Grey-Gardner
Robyn Grey-Gardner, avstralska veslačica, * 6. september 1964. 
Grey-Gardnerjeva je z avstralsko posadko četverca s krmarjem leta 1984 na Olimpijskih igrah v Los Angelesu osvojila bronasto medaljo. To je bila prva olimpijska medalja v ženskem veslanju za Avstralijo. 